# Vuelta Ciclista del Uruguay 2002
La 59.ª edición de la Vuelta Ciclista del Uruguay, se disputó del 22 al 31 de marzo de 2002.
Se recorrieron 1418 km, divididos en 10 etapas con dos cronos, una por equipos y una individual.
Participaron 17 equipos de Uruguay, uno de Brasil, uno de Colombia, uno de Polonia y la selección de Venezuela, llegando al número de 117 ciclistas.
Fue el último año que tanto el Club Atlético Peñarol como el Club Nacional de Football participaron con sus equipos de ciclismo. Luego de esa temporada no han practicado más este deporte.
El vencedor fue precisamente un defensor de Peñarol, Gustavo Figueredo.

## Desarrollo
La competencia comenzó con una contrarreloj por equipos de 5 km, en la que triunfó el club Alas Rojas de Santa Lucía, por lo que Alejandro Acton se vistió de malla oro. Sin mayores cambios y con diferencias de segundos entre los primeros de la clasificación general (debido a la crono por equipos), se llegó a la contrarreloj individual de 30,4 km que definiría la carrera. En ella venció Gustavo Figueredo con un tiempo de 38 min 48 s, 2.º fue Federico Moreira a 35 s, 3.º Héctor Morales a 1 min 25 s y 4.º Alejandro Acton a 1 min 33 s.
Con estos resultados, Figueredo alcanzó el liderato seguido de su compañero de equipo Federico Moreira y 3.º Alejandro Acton. De allí en más no hubo cambios y Figueredo consiguió su 2.ª victoria personal, sumándola a la de 1995.

## Equipos y ciclistas participantes
| Nacional Uruguay | Selección de Brasil Brasil | Colombia-Selle Italia Colombia |
| - 1. Javier Gómez - 2. Gerardo Romero - 3. Milton Castrillón - 4. Milton Wynants - 5. Jorge Libonatti - 6. Daniel Fuentes             | - 11. Hernandes Quadri - 12. Robson Dias - 13. Rodrigo Brito - 14. Evandro Portella - 15. Toni Magalhaes - 16. José Dos Santos          | - 21. Ruben Marín - 22. Bladimir González - 23. Carlos Ibánez - 24. Jorge Martínez - 25. Oscar Henao - 26. Heberth Gutiérrez          |
| CCC Polsat Polonia | Selección de Venezuela Venezuela | Club Ciclista Fénix Uruguay |
| - 31. Dawid Krupa - 32. Tomasz Kloczko - 33. Krzysztof Szafanski - 34. Cezary Zamana - 35. Jaroslav Zarebski - 36. Jaroslav Rebiewsky | - 41. José Rujano - 42. Víctor Becerra - 43. Carlos José Ochoa - 44. Manuel Medina - 45. Isaac Cañizales - 46. Miguel Ubeto             | - 51. Juan Carlos Dutra - 52. Matías Medici - 53. Héctor Morales - 54. Jorge Suk - 55. Johao Calvo                                    |
| Alas Rojas Uruguay | Club Atlético Peñarol Uruguay | Caua Uruguay |
| - 61. Alejandro Acton - 62. Jorge Bustamante - 63. Agustín Margalef - 64. Richard Mascarañas - 65. Carlos Quiroga - 66. Alén Reyes    | - 71. Walter Pérez - 72. Miguel Direna - 73. Jorge Bravo - 74. Gustavo Figueredo - 75. Federico Moreira - 76. Luis Alberto Martínez     | - 81. Juan Giménez - 82. Alfredo Párraga - 83. Alejandro Párraga - 84. Álvaro Herou - 85. William Carro                               |
| Cruz del Sur Uruguay | España-La Paz Uruguay | Barrio Artigas de 33 Uruguay |
| - 91. Jorge Mesa - 92. Pablo Sappia - 93. Nazario Martín - 94. Mario Sasso - 95. Víctor Faust - 96. Germán Sánchez                    | - 101. Sergio Tesitore - 102. Gregorio Bare - 103. José Maneiro - 104. Federico Morales - 105. Mario Maneiro - 106. Walter Rafael Silva | - 111. Carlos Silva - 112. Julio Gorosito - 113. Marcelo Ferreira - 114. Cristian Giménez - 115. Meury Perugorría - 116. Pablo Daniel |
| Juventud de Las Piedras Uruguay | Club Atlético Policial Uruguay | Punta del Este Uruguay |
| - 121. Álvaro Tardáguila - 122. Mateo Sasso - 123. Néstor Pías - 124. Ricardo Guedes - 125. Daniel Vidart - 126. Gerardo Castro       | - 131. Julio Acevedo - 132. Martín Bentancort - 133. Diego Fernández - 134. Jorge Vera                                                  | - 141. Fernando De León - 142. Javier Bermúdez - 143. Ernesto Araújo - 144. Carlos Ramírez                                            |
| San Antonio de Paysandú Uruguay | San Ramón Uruguay | Unión Ciclista Maragata Uruguay |
| - 151. Marcelo Mezquida - 152. Marcelo Cabrera - 153. Víctor Dos Santos - 154. Julián González - 155. Oscar Gutiérrez                 | - 161. Richard Castellano - 162. Rafael de Souza - 163. Oscar Rivera - 164. Javier Moreira - 165. Fabricio Costa - 166. Sergio Soñora   | - 171. Hugo Mémoli - 172. Fabián Revetria - 173. Esteban Juckich - 174. Luis Revetria - 175. Clever Rondán                            |
| Unión Ciclista de 33 Uruguay | Club Atlético Villa Teresa Uruguay | Peñarol de Rocha Uruguay |
| - 181. Geovane Fernández - 182. Néstor Aquino - 183. Romeo Larteghi - 184. Juan Andrés Ramírez - 185. Wilder Miraballes               | - 191. Paul Troncoso - 192. Christian Villanueva - 193. Mariano López - 194. Eduardo Olivera - 195. Omar Cánepa - 196. Mariano Erripa   | - 201. Mariano De Fino - 202. Juan Sosa - 203. Pablo Quintana - 204. José Sosa - 205. Jorge Seijas - 206. Gonzalo García              |

## Etapas
| Etapa | Fecha       | Recorrido                   | km         | Ganador (equipo)               | Líder             |
| 1.ª   | 22 de marzo | Montevideo                  | 5 (CRE)    | Alas Rojas                     | Alejandro Acton   |
| 2.ª   | 23 de marzo | Pando-Rocha                 | 174,5      | Gregorio Bare (España-La Paz)  | Alejandro Acton   |
| 3.ª   | 24 de marzo | Rocha-Maldonado             | 197,5      | Jaroslav Zarebski (CCC Polsat) | Alejandro Acton   |
| 4.ª   | 25 de marzo | Maldonado-Las Piedras       | 172,2      | Gregorio Bare (España-La Paz)  | Alejandro Acton   |
| 5.ª   | 26 de marzo | Las Piedras- Durazno        | 162,8      | Gregorio Bare (España-La Paz)  | Alejandro Acton   |
| 6.ª   | 27 de marzo | Tacuarembó                  | 30,4 (CRI) | Gustavo Figueredo (Peñarol)    | Gustavo Figueredo |
| 7.ª   | 28 de marzo | Tacuarembó-Salto            | 221        | Alejandro Acton (Alas Rojas)   | Gustavo Figueredo |
| 8.ª   | 29 de marzo | Termas del Guaviyú-Mercedes | 191,5      | Alén Reyes (Alas Rojas)        | Gustavo Figueredo |
| 9.ª   | 30 de marzo | Mercedes-San José           | 190,2      | Daniel Fuentes (Nacional)      | Gustavo Figueredo |
| 10.ª  | 31 de marzo | San José-Montevideo         | 73         | Alejandro Acton (Alas Rojas)   | Gustavo Figueredo |

## Clasificaciones finales

### Clasificación individual
| Pos. | Ciclista              | Equipo                  | Tiempo           |
| ---- | --------------------- | ----------------------- | ---------------- |
| 1.º  | Gustavo Figueredo     | Peñarol                 | 33 h 34 min 28 s |
| 2.º  | Federico Moreira      | Peñarol                 | a 48 s           |
| 3.º  | Alejandro Acton       | Alas Rojas              | a 55 s           |
| 4.º  | Héctor Morales        | Fénix                   | a 1 min 26 s     |
| 5.º  | Daniel Fuentes        | Nacional                | a 2 min 07 s     |
| 6.º  | Jorge Bravo           | Peñarol                 | a 2 min 17 s     |
| 7.º  | Agustín Margalef      | Alas Rojas              | a 2 min 45 s     |
| 8.º  | Walter Pérez          | Peñarol                 | a 3 min 02 s     |
| 9.º  | Néstor Pías           | Juventud de Las Piedras | a 3 min 04 s     |
| 10.º | Krzysztof Szafanski   | CCC Polsat              | a 3 min 07 s     |
| 11.º | Richard Mascarañas    | Alas Rojas              | a 3 min 25 s     |
| 12.º | Milton Wynants        | Nacional                | a 3 min 42 s     |
| 13.º | Luis Alberto Martínez | Peñarol                 | a 4 min 10 s     |
| 14.º | Sergio Tesitore       | España-La Paz           | a 4 min 12 s     |
| 15.º | Miguel Direnna        | Peñarol                 | a 4 min 31 s     |
| 16.º | Gregorio Bare         | España-La Paz           | a 4 min 43 s     |
| 17.º | Alén Reyes            | Alas Rojas              | a 4 min 44 s     |
| 18.º | Geovani Fernández     | Unión Ciclista de 33    | a 4 min 55 s     |
| 19.º | Ricardo Guedes        | Juventud de Las Piedras | a 5 min 36 s     |
| 20.º | Jorge Libonatti       | Nacional                | a 5 min 40 s     |

|}
| \| 1. \| Federico Morales \| Uruguay \| España-La Paz \| 23 puntos \| \| 2. \| Gregorio Bare \| Uruguay \| España-La Paz \| 18 puntos \| \| 3. \| Víctor Faust \| Uruguay \| Cruz del Sur \| 12 puntos \| |                  |         |               |           |
| 1. | Federico Morales | Uruguay | España-La Paz | 23 puntos |
| 2. | Gregorio Bare    | Uruguay | España-La Paz | 18 puntos |
| 3. | Víctor Faust     | Uruguay | Cruz del Sur  | 12 puntos |

| \| 1. \| Ricardo Guedes \| Uruguay \| Juventud \| 18 puntos \| \| 2. \| Víctor Faust \| Uruguay \| Cruz del Sur \| 10 puntos \| \| 3. \| Mario Sasso \| Uruguay \| Cruz del Sur \| 10 puntos \| |                |         |              |           |
| 1. | Ricardo Guedes | Uruguay | Juventud     | 18 puntos |
| 2. | Víctor Faust   | Uruguay | Cruz del Sur | 10 puntos |
| 3. | Mario Sasso    | Uruguay | Cruz del Sur | 10 puntos |

| \| 1. \| Peñarol \| Uruguay \| 100h 34' 10s \| \| 2. \| Alas Rojas \| Uruguay \| a 4' 10s \| \| 3. \| Nacional \| Uruguay \| a 4' 36s \| \| 4. \| Juventud \| Uruguay \| a 10' 59s \| \| 5. \| Polsat \| Polonia \| a 11' 17s \| |            |         |              |
| 1. | Peñarol    | Uruguay | 100h 34' 10s |
| 2. | Alas Rojas | Uruguay | a 4' 10s     |
| 3. | Nacional   | Uruguay | a 4' 36s     |
| 4. | Juventud   | Uruguay | a 10' 59s    |
| 5. | Polsat     | Polonia | a 11' 17s    |